# Deaj
Deaj (węg. Désfalva) – wieś w Rumunii, w okręgu Marusza, w gminie Mica. W 2011 roku liczyła 1463 mieszkańców.